# Trichosalpinx rotundata
Trichosalpinx rotundata är en orkidéart som först beskrevs av Charles Schweinfurth, och fick sitt nu gällande namn av Robert Louis Dressler. Trichosalpinx rotundata ingår i släktet Trichosalpinx och familjen orkidéer. Inga underarter finns listade i Catalogue of Life.